# Lepnica (Republika Serbska)
Lepnica (cyr. Лепница) – wieś w Bośni i Hercegowinie, w Republice Serbskiej, w gminie Donji Žabar. W 2013 roku liczyła 41 mieszkańców.